# Zugspitz-Extremberglauf
Der Zugspitz-Extremberglauf war ein Berglauf, der von 2000 bis 2013 im Bereich der Zugspitze stattfand und mit 2235 Höhenmetern, die auf 17,94 km bewältigt werden mussten, zu den anspruchsvollen Läufen in den Alpen zählte.

## Der Lauf
Veranstalter des Berglaufs war die getgoing GmbH. 2000 und 2001 wurde er als Zugspitz-Halbmarathon ausgetragen, wobei im zweiten Jahr eine kürzere Ausweichstrecke gelaufen wurde; 2002 fiel er aus. Bis 2004 verlief die Strecke vom Olympia-Skistadion in Garmisch-Partenkirchen durch das Reintal mit Ziel am Zugspitzplatt. 2005 wurde der Start nach Ehrwald verlegt und das Ziel an die Gipfelstation der Tiroler Zugspitzbahn.
Die Strecke führte zunächst auf einer Fahrstraße zur Ehrwalder Alm und zur Hochfeldernalm, dann auf Wanderwegen über das Gatterl, wo man die österreichisch-deutsche Grenze überquert, zur Knorrhütte und schließlich zum Berggasthof Sonnalpin am Zugspitzplatt. Läufer, die hier aussteigen, kommen in eine eigene Wertung. Auf dem letzten Teilstück bis zum Gipfel waren auf 1,3 km knapp 400 Höhenmeter zu erklimmen.
2007 musste der Lauf aus Sicherheitsgründen am Sonnalpin beendet werden, was von einer Reihe von Teilnehmern mit Unverständnis quittiert worden war.
2008 geriet der Lauf in die Schlagzeilen, als bei Temperaturen unterhalb des Gefrierpunkts zwei Läufer kurz vor dem Ziel starben und sechs weitere zur Behandlung ins Krankenhaus gebracht werden mussten. Insgesamt waren bei der Rettungsaktion 80 Helfer der Bergwacht, des Bayerischen Roten Kreuzes und der alpinen Einsatzgruppe der Polizei Bayern im Einsatz. Die Obduktion stellte als Todesursache für einen der Läufer Unterkühlung fest, während beim anderen nicht eindeutig festgestellt werden konnte, ob er an Unterkühlung oder einem Herz-Kreislauf-Kollaps gestorben war. Die Staatsanwaltschaft München II leitete daraufhin ein Strafverfahren wegen fahrlässiger Tötung und fahrlässiger Körperverletzung gegen den Veranstalter ein und beantragte im November 2008 beim Amtsgericht Garmisch-Partenkirchen einen Strafbefehl, in dem eine Geldstrafe von 90 Tagessätzen gefordert wurde. Im Juli 2009 folgte das Amtsgericht dem Antrag der Staatsanwaltschaft. Nach dem Einspruch des Beschuldigten wurde der Fall im November vor dem Amtsgericht Garmisch-Partenkirchen verhandelt, das ihn am 1. Dezember 2009 freisprach. In seiner Begründung verwies das Gericht darauf, dass sich jene Läufer, die die Warnungen des Veranstalters missachtet hatten, „eigenverantwortlich selbst gefährdet“ hätten.
2009 fielen am Tag und in der Nacht vor dem Rennen 60 cm Neuschnee auf dem Gipfel der Zugspitze und 30 cm am Sonnalpin, so dass aus Sicherheitsgründen eine Ersatzstrecke auf die 1714 Meter hoch gelegene Grubigalm oberhalb von Lermoos gelaufen wurde.
Der Lauf fand 2013 das letzte Mal statt. Dem Veranstalter wurde 2014 keine Genehmigung von österreichischer als auch der deutschen Seite mehr erteilt, was für Unmut bei den angemeldeten Läufern sorgte, da diese das Startgeld bereits gezahlt hatten. Im Anschluss übernahm die Münchener PLAN B event company GmbH die Durchführung mit geändertem Konzept, mehreren Streckenvarianten über drei Tagen. Eine Streckenoption war die sogenannte Zugspitz Trailrun Challenge „Vertical Challenge“, die auf der nahezu gleichen Route von Ehrwald bis zur Zugspitze ausgetragen wurde. 2018 wurde aus ungenannten Gründen auch diese Veranstaltung abgesagt.

## Statistik

### Siegerliste

#### Start in Ehrwald
| Datum         | Männer             | Nation                 | Zeit      | Frauen            | Nation      | Zeit      |
| ------------- | ------------------ | ---------------------- | --------- | ----------------- | ----------- | --------- |
| 11. Juli 2013 | Michael Barz       |                        | 1:50:23,0 | Silvia Olejarova  |             | 2:03:45,0 |
| 8. Juli 2012  | Woody Schoch       |                        | 2:03:32,0 | Ellen Clemens -4- | Deutschland | 2:41:19,4 |
| 11. Juli 2010 | Michael Barz       |                        | 2:06:39,2 | Kerstin Straub    |             | 2:43:08,4 |
| 19. Juli 2009 | Uli Dammenmüller   |                        | 0:56:21,9 | Madeleine Lorenz  |             | 1:12:31,4 |
| 13. Juli 2008 | Martin Echtler -4- | Deutschland            | 2:07:01,4 | Pavla Havlová     | Tschechien  | 2:41:54,3 |
| 22. Juli 2007 | Martin Echtler -3- | Deutschland            | 1:43:28   | Ellen Clemens -3- | Deutschland | 2:09:37   |
| 23. Juli 2006 | Martin Echtler -2- | Deutschland            | 2:07:00   | Ellen Clemens -2- | Deutschland | 2:29:53   |
| 24. Juli 2005 | Martin Cox         | Vereinigtes Königreich | 2:03,02,1 | Petra Summer -2-  | Österreich  | 2:28:48,8 |

#### Start in Partenkirchen
| Datum         | Männer          | Nation                 | Zeit      | Frauen               | Nation      | Zeit      |
| ------------- | --------------- | ---------------------- | --------- | -------------------- | ----------- | --------- |
| 10. Juli 2011 | Orlando Edwards | Vereinigtes Königreich | 2:04:44,1 | Petra Summer         |             | 2:41:44,9 |
| 17. Juli 2004 | Martin Echtler  | Deutschland            | 2:20:56,5 | Christa Baumann-Vogl |             | 3:03:53,0 |
| 19. Juli 2002 | Mohamad Ahansal | Marokko                | 2:16:17,5 | Isabella Bernhard    |             | 2:33:22,5 |
| 16. Sep. 2001 | Dirk Debertin   |                        | 1:28:15,9 | Gabi Reindl          |             | 1:46:38,8 |
| 30. Sep. 2000 | Eckhard Wagner  |                        | 2:06      | Ellen Schöner        | Deutschland | 2:35      |

### Entwicklung der Finisherzahlen
| Jahr | Gesamt | davon Frauen | kürzere Strecke | davon Frauen |
| ---- | ------ | ------------ | --------------- | ------------ |
| 2013 | 961    | 122          | —               | —            |
| 2012 | 743    | 75           | 44              | 8            |
| 2011 | 606    | 65           | 25              | 3            |
| 2010 | 543    | 56           | 57              | 7            |
| 2009 | 437    | 43           | —               | —            |
| 2008 | 183    | 10           | 329             | 62           |
| 2007 | 786    | 92           | —               | —            |
| 2006 | 567    | 69           | 31              | 15           |
| 2005 | 743    | 81           | 34              | 16           |
| 2004 | 598    | 83           | —               | —            |
| 2003 | 586    | 71           | —               | —            |
| 2001 | 366    | 40           | —               | —            |
| 2000 | 441    | 50           | —               | —            |